# Порубайко, Людмила Николаевна
Людмила Николаевна Порубайко — советская пловчиха. Двукратная чемпионка СССР. Участница Олимпийских игр 1972 года. Мастер спорта СССР международного класса. 

## Биография
Родилась 24 апреля 1950 года в станице Пашковской (ныне микрорайон Краснодара). Выступала за спортивное общество «Спартак». Ученица тренера Анатолия Николаевича Ковалёва.
Специализировалась в плавании брассом. В 1964 году выполнила норматив мастера спорта, в 1970 году стала мастером спорта международного класса.
Чемпионка СССР на дистанции 100 м брассом (1972) и 200 м брассом (1973). Была серебряным призёром на дистанциях 100 м (1969) и 200 м (1972), бронзовым призёром на 100 м (1972, 1973) и 200 м (1969—1971) брассом.
Участница Летних Олимпийских игр 1972 года в двух дисциплинах: 100 м, 200 м брассом (9-е и 7-е места соответственно). 
В 1973 г. выступала на дистанции 200 м брассом. После победы на чемпионате страны заняла 2-е место на Кубке Европы и на Универсиаде. Участница первого чемпионата мира по плаванию 1973 года, где она финишировала 4-й.
Окончила Кубанский мединститут. Защитила кандидатскую диссертацию (1985). Заведовала кафедрой физического воспитания и здоровья.